# World Solar Challenge 2011

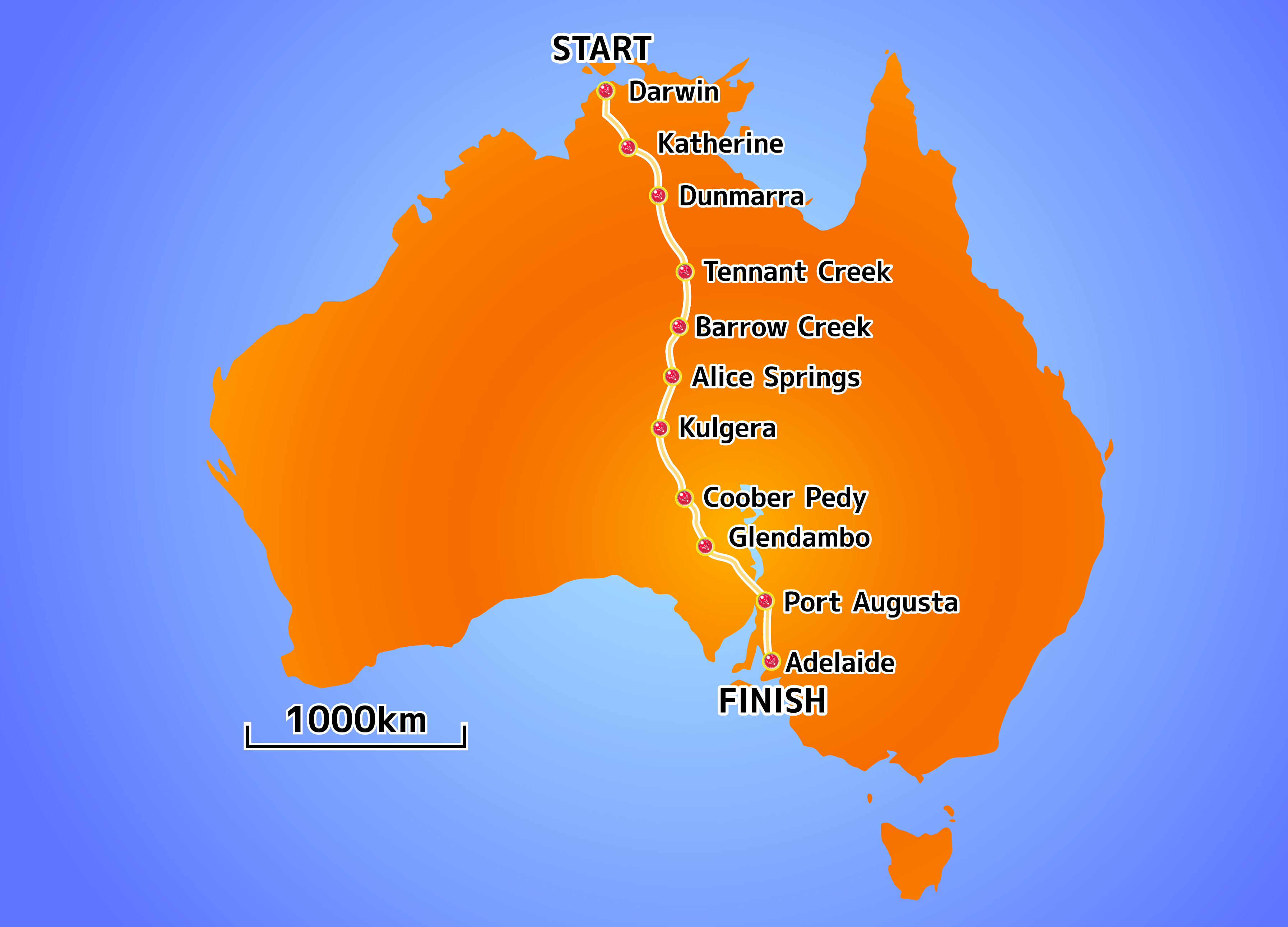
De route van de World Solar Challenge 2011

De World Solar Challenge 2011 is de elfde versie van de World Solar Challenge (WSC), een race voor zonnewagens die tweejaarlijks in Australië wordt gehouden. De WSC 2011 start op 16 oktober in de noordelijke stad Darwin en eindigde op 23 oktober in het zuidelijk gelegen Adelaide. De WSC maakt sinds 2009 deel uit van de grotere Global Green Challenge, waaraan ook hybrides en auto's op biobrandstof meedoen.

## Deelnemers 2011
In totaal doen 37 deelnemers mee in de challenge-klasse en ??? deelnemers in de adventure-class.
Enkele van de deelnemers in de challenge-klasse zijn:
- 21Connect van Solar Team Twente van Saxion en Universiteit Twente.
- Nuna 6 van het Nuon Solar Team van de TU Delft.
- Umicar Imagine van het Umicore Solar Team van de Groep T Hogeschool Leuven
- Tokai Challenger van de Tokai Universiteit uit Japan (winnaar laatste editie)
- Quantum van het University of Michigan Solar Car Team
- Chopper del Sol van het Massachusetts Institute of Technology
- BOGT, van de Hogeschool Bochum uit Duitsland
- Sunswift van de University of New South Wales uit Australië

## Kwalificatie challenge class
Verreden op de Hidden Valley Raceway op zaterdag 15 oktober over een afstand van 2,87 km.
| Plaats | Wagen               | Team                                     | Land             | Benodigde tijd (min) | Gemiddelde snelheid (km/u) |
| ------ | ------------------- | ---------------------------------------- | ---------------- | -------------------- | -------------------------- |
| 1      | 21Connect           | Solar Team Twente                        | Nederland        | 2:02.20              | 85,43                      |
| 2      | Nuna 6              | Nuon Solar Team                          | Nederland        | 2:02.50              | 85,22                      |
| 3      | Quantum             | University of Michigan Solar Car Team    | Verenigde Staten | 2:03.01              | 84,88                      |
| 4      | Sunswift IV         | University of New South Wales Solar Team | Australië        | 2:04.33              | 83,99                      |
| 5      | Tokai Challenger II | Tokai University Solar Car Team          | Japan            | 2:07.70              | 81,75                      |
| 6      | Umicar Imagine      | Umicore Solar Team                       | België           | 2:09.83              | 80,43                      |
| 7      | Xenith              | Stanford University                      | Verenigde Staten | 2:11.05              | 79,63                      |
| 8      | Sky Ace V           | Ashiya University                        | Japan            | 2:11.21              | 79,57                      |
| 9      | BO gt               | Hochschule Bochum                        | Duitsland        | 2:12.84              | 78,61                      |
| 10     | Schulich Axiom      | University of Calgary                    | Canada           | 2:13.11              | 78,44                      |

## Tussenresultaten challenge class

### dag 1
Zondag 16 oktober
| Plaats | Wagen               | Teamnummer | Team                                     | Land             | Afgelegde afstand (km) | Aankomsttijd (midden Australië tijd) |
| ------ | ------------------- | ---------- | ---------------------------------------- | ---------------- | ---------------------- | ------------------------------------ |
| 1      | Tokai Challenger II | 1          | Tokai University                         | Japan            | 633 (Dunmurra)         | 16:16                                |
| 2      | Nuna 6              | 3          | Nuon Solar Team                          | Nederland        | 633                    | 16:16                                |
| 3      | Quantum             | 2          | University of Michigan Solar Car Team    | Verenigde Staten | 633                    | 16:20                                |
| 4      | Aurora Solaris      | 45         | Aurora Solar Car Team                    | Australië        | 633                    | 17:28                                |
| 5      | Apollo VI           | 95         | Apollo Solar Car Team                    | Taiwan           | 633                    | 17:28                                |
| 6      | 21Connect           | 21         | Solar Team Twente                        | Nederland        | 633                    | 17:28                                |
| 7      | Sky Ace V           | 81         | Ashiya University                        | Japan            | 633                    | 17:30                                |
| 8      | Umicar Imagine      | 8          | Umicore Solar Team                       | België           | 316 (Katherine)        | 12:28                                |
| 9      | Sunswift IV         | 74         | University of New South Wales Solar Team | Australië        | 316                    | 12:41                                |
| 10     | Nanyang Venture V   | 98         | Nanyang Tech Uni                         | Singapore        | 316                    | 13:18                                |

Lokale tijd = GMT + 9½ uur. Dus Nederlands/Belgische tijd + 8½ uur.

### dag 2
Maandag 17 oktober
| Plaats | Wagen               | Teamnummer | Team                                     | Land             | Afgelegde afstand (km) | Vertrek controle midden Australië tijd |
| ------ | ------------------- | ---------- | ---------------------------------------- | ---------------- | ---------------------- | -------------------------------------- |
| 1      | Tokai Challenger II | 1          | Tokai University                         | Japan            | 988 (Tennant Creek)    | 11:20                                  |
| 2      | Nuna 6              | 3          | Nuon Solar Team                          | Nederland        | 988                    | 11:30                                  |
| 3      | Quantum             | 2          | University of Michigan Solar Car Team    | Verenigde Staten | 988                    | 11:32                                  |
| 4      | Aurora Solaris      | 45         | Aurora Solar Car Team                    | Australië        | 988                    | 13:28                                  |
| 5      | Sky Ace V           | 81         | Ashiya University                        | Japan            | 988                    | 13:43                                  |
| 6      | 21Connect           | 21         | Solar Team Twente                        | Nederland        | 988                    | 13:47                                  |
| 7      | Sunswift IV         | 74         | University of New South Wales Solar Team | Australië        | 988                    | 13:56                                  |
| 8      | Umicar Imagine      | 8          | Umicore Solar Team                       | België           | 988                    | 14:10                                  |
| 9      | Ariba V             | 34         | Istanbul Technical University Solar Car  | Turkije          | 988                    | 15:14                                  |
| 10     | Lequion             | 90         | Team Okinawa                             | Japan            | 988                    | 16:31                                  |

De race is tijdelijk stilgelegd in verband met bosbranden bij Tennant Creek. Op dinsdag 18 oktober om 08:00 lokale tijd is de race voortgezet.

### dag 3
Dinsdag 18 oktober
De teams die tegengehouden zijn in verband met de bosbrand, zijn op de volgende tijd gestart van Tennant Creek: Aurora 8:50, Ashiya 9:05, Team Twente 9:09, UniNSW 9:18 am, Umicore at 9:32, Instanbul 10:36, Okinawa 11:53, Stanford 11:57.
| Plaats | Wagen               | Teamnummer | Team                                     | Land             | Afgelegde afstand (km) | Vertrek controle midden Australië tijd |
| ------ | ------------------- | ---------- | ---------------------------------------- | ---------------- | ---------------------- | -------------------------------------- |
| 1      | Tokai Challenger II | 1          | Tokai University                         | Japan            | 1766(Kulgera)          | 16:02                                  |
| 2      | Nuna 6              | 3          | Nuon Solar Team                          | Nederland        | 1766                   | 16:37                                  |
| 3      | Quantum             | 2          | University of Michigan Solar Car Team    | Verenigde Staten | 1766                   | 16:41                                  |
| 4      | Sky Ace V           | 81         | Ashiya University                        | Japan            | 1492 (Alice Springs)   | 15:49                                  |
| 5      | Aurora Solaris      | 45         | Aurora Solar Car Team                    | Australië        | 1492                   | 15:50                                  |
| 6      | 21Connect           | 21         | Solar Team Twente                        | Nederland        | 1492                   | 15:57                                  |
| 7      | Sunswift IV         | 74         | University of New South Wales Solar Team | Australië        | 1492                   | 16:16                                  |
| 8      | Umicar Imagine      | 8          | Umicore Solar Team                       | België           | 1492                   | 16:30                                  |
| 9      | Ariba V             | 34         | Istanbul Technical University Solar Car  | Turkije          | 1302 (Ti Tree)         | 15:20                                  |
| 10     | Xenith              | 16         | Stanford University                      | Verenigde Staten | 1302                   | 15:38                                  |

### dag 4
Woensdag 19 oktober
| Plaats | Wagen               | Team nummer | Team                                     | Land             | Afgelegde afstand (km) | Vertrek controle midden Australië tijd |
| ------ | ------------------- | ----------- | ---------------------------------------- | ---------------- | ---------------------- | -------------------------------------- |
| 1      | Tokai Challenger II | 1           | Tokai University                         | Japan            | 2432 (Glendambo)       | 15:24                                  |
| 2      | Nuna 6              | 3           | Nuon Solar Team                          | Nederland        | 2432                   | 15:27                                  |
| 3      | Quantum             | 2           | University of Michigan Solar Car Team    | Verenigde Staten | 2432                   | 16:30                                  |
| 4      | 21Connect           | 21          | Solar Team Twente                        | Nederland        | 2180 (Coober Pedy)     | 16:07                                  |
| 5      | Sky Ace V           | 81          | Ashiya University                        | Japan            | 2180                   | 16:15                                  |
| 6      | Aurora Solaris      | 45          | Aurora Solar Car Team                    | Australië        | 2180                   | 16:35                                  |
| 7      | Umicar Imagine      | 8           | Umicore Solar Team                       | België           | 2180                   | 16:48                                  |
| 8      | Sunswift IV         | 74          | University of New South Wales Solar Team | Australië        | 1766 (Kulgera)         | 10:57                                  |
| 9      | Ariba V             | 34          | Istanbul Technical University Solar Car  | Turkije          | 1766                   | 13:24                                  |
| 10     | Xenith              | 16          | Stanford University                      | Verenigde Staten | 1766                   | 13:29                                  |

### dag 5
Donderdag 20 oktober 2011
| Plaats | Wagen               | Team                                     | Land             | Afgelegde afstand (km) | Controle midden Australië tijd |
| ------ | ------------------- | ---------------------------------------- | ---------------- | ---------------------- | ------------------------------ |
| 1      | Tokai Challenger II | Tokai University                         | Japan            | 2998 (finish)          | 13:07                          |
| 2      | Nuna 6              | Nuon Solar Team                          | Nederland        | 2998                   | 14:12                          |
| 3      | Quantum             | University of Michigan Solar Car Team    | Verenigde Staten | 2998                   | 15:55                          |
| 4      | Sky Ace V           | Ashiya University                        | Japan            | 2719(Port Augusta)     | 16:06                          |
| 5      | 21Connect           | Solar Team Twente                        | Nederland        | 2719                   | 16:31                          |
| 6      | Aurora Solaris      | Aurora Solar Car Team                    | Australië        | 2432 (Glendambo)       | 11:42                          |
| 7      | Umicar Imagine      | Umicore Solar Team                       | België           | 2432                   | 11:51                          |
| 8      | Sunswift IV         | University of New South Wales Solar Team | Australië        | 2432                   | 13:58                          |
| 9      | Ariba V             | Istanbul Technical University Solar Car  | Turkije          | 2432                   | 14:37                          |
| 10     | Xenith              | Stanford University                      | Verenigde Staten | 2432                   | 15:32                          |

### dag 6
Vrijdag 21 oktober
| Plaats | Wagen          | Team                                     | Land             | Afgelegde afstand (km) | Tijd controle midden Australië tijd |
| ------ | -------------- | ---------------------------------------- | ---------------- | ---------------------- | ----------------------------------- |
| 4      | Sky Ace V n    | Ashiya University                        | Japan            | 2998 (finish)          | Aankomst 16:19                      |
| 5      | 21Connect      | Solar Team Twente                        | Nederland        | 2998                   | Aankomst 16:26                      |
| 6      | Umicar Imagine | Umicore Solar Team                       | België           | 2719 (Port Augusta)    | 9:25                                |
| 7      | Aurora Solaris | Aurora Solar Car Team                    | Australië        | 2719                   | 11:52                               |
| 8      | Sunswift IV    | University of New South Wales Solar Team | Australië        | 2719                   | 12:42                               |
| 9      | Ariba V        | Istanbul Technical University Solar Car  | Turkije          | 2432 (Glendambo)       | 14:37                               |
| 10     | Xenith         | Stanford University                      | Verenigde Staten | 2432                   | 15:32                               |

## Eindresultaat challenge class
| Plaats | Wagen               | Team                                     | Land             | Zonnetijd (uren:minuten) | Gemiddelde snelheid (km/uur) | afgelegde zonne-afstand (km) |
| ------ | ------------------- | ---------------------------------------- | ---------------- | ------------------------ | ---------------------------- | ---------------------------- |
| 1      | Tokai Challenger II | Tokai University                         | Japan            | 32:45                    | 91,54                        | 2998                         |
| 2      | Nuna 6              | Nuon Solar Team                          | Nederland        | 33:50                    | 88,60                        | 2998                         |
| 3      | Quantum             | University of Michigan Solar Car Team    | Verenigde Staten | 35:33                    | 84,33                        | 2998                         |
| 4      | Sky Ace V           | Ashiya University                        | Japan            | 44:57                    | 66,70                        | 2998                         |
| 5      | 21Connect           | Solar Team Twente                        | Nederland        | 45:04                    | 66,53                        | 2998                         |
| 6      | Sunswift IV         | University of New South Wales Solar Team | Australië        | 48:33                    | 61,65                        | 2998                         |
| 7      | Aurora Solaris      | Aurora Solar Car Team                    | Australië        | 48:45                    | 61,50                        | 2998                         |
| 8      | Ariba V             | Istanbul Technical University Solar Car  | Turkije          |                          |                              | 2735                         |